# کالمور (ویرجینیا)
کالمور (به انگلیسی: Culmore) یک منطقهٔ مسکونی در ایالات متحده آمریکا است که در شهرستان فرفکس، ویرجینیا واقع شده‌است.